# El glorioso soltero
El glorioso soltero es una obra de teatro en cuatro cuadros, dividida en dos partes y un epílogo, de Joaquín Calvo Sotelo, estrenada en 1960 en el Teatro Lara de Madrid.

## Argumento
Es una obra que refleja, en tono humorístico, el enfrentamiento generacional. 
Adrián Villalobos es un afamado y ególatra dramaturgo que vive con orgullo su soltería, de la que va a celebrar sus Bodas de oro, junto a su sobrina María Ignacia, su secretario Epifanio y su criado Emilio.

## Personajes
- Adrián
- Emilio
- Epifanio
- María Ignacia
- Roberto
- Nany
- Núñez
- Pura

## Estreno
- Teatro Lara, Madrid, 21 de octubre de 1960
  - Escenografía: Emilio Burgos.
  - Intérpretes: Andrés Mejuto, Carmen Sáinz de la Maza, Mayrata O'Wisiedo, Ana María Méndez, Francisco Pierrá, Mariano Azaña, José Luis Pellicena.

## Adaptaciones para televisión
- Estudio 1, TVE, 21 de mayo de 1970. 
  - Intérpretes: Fernando Delgado, Maite Blasco, Valeriano Andrés, Alfonso del Real, Doris Coll, Mercedes Barranco.

- Estudio 1, TVE, 3 de agosto de 1980. 
  - Intérpretes: Pablo Sanz, Carlos Muñoz, Isabel Mestres, José Lara, Adrián Ortega, Charo Tijero.